# Steven Mercurio
Steven Mercurio (* 1956 Bardonia, stát New York, Spojené státy) je americký dirigent a hudební skladatel. Od roku 2019 je šéfdirigentem Českého národního symfonického orchestru v Praze.

## Hudební dráha
Studoval na prestižní konzervatoři Juilliard School v New Yorku. Mezi jeho učitele patřil skladatel David Del Tredici. Byl po dobu pěti let hudebním ředitelem slavnosti Spoleto Festival.
Byl také hlavním dirigentem operní společnosti ve Filadelfii (Opera Company of Philadelphia). V březnu 2019 oznámilo vedení Českého národního symfonického orchestru, že byl Mercurio angažován jako šéfdirigent tohoto orchestru od sezóny 2019/2020.